# Chiesa dei Santi Martiri (Cavedine)
La chiesa dei Santi Martiri, o chiesa di San Rocco e dei Diecimila Santi Martiri, è una chiesa cattolica situata a Cavedine, in provincia di Trento; è sussidiaria della parrocchiale di Santa Maria Assunta di Cavedine e fa parte dell'arcidiocesi di Trento.

## Storia

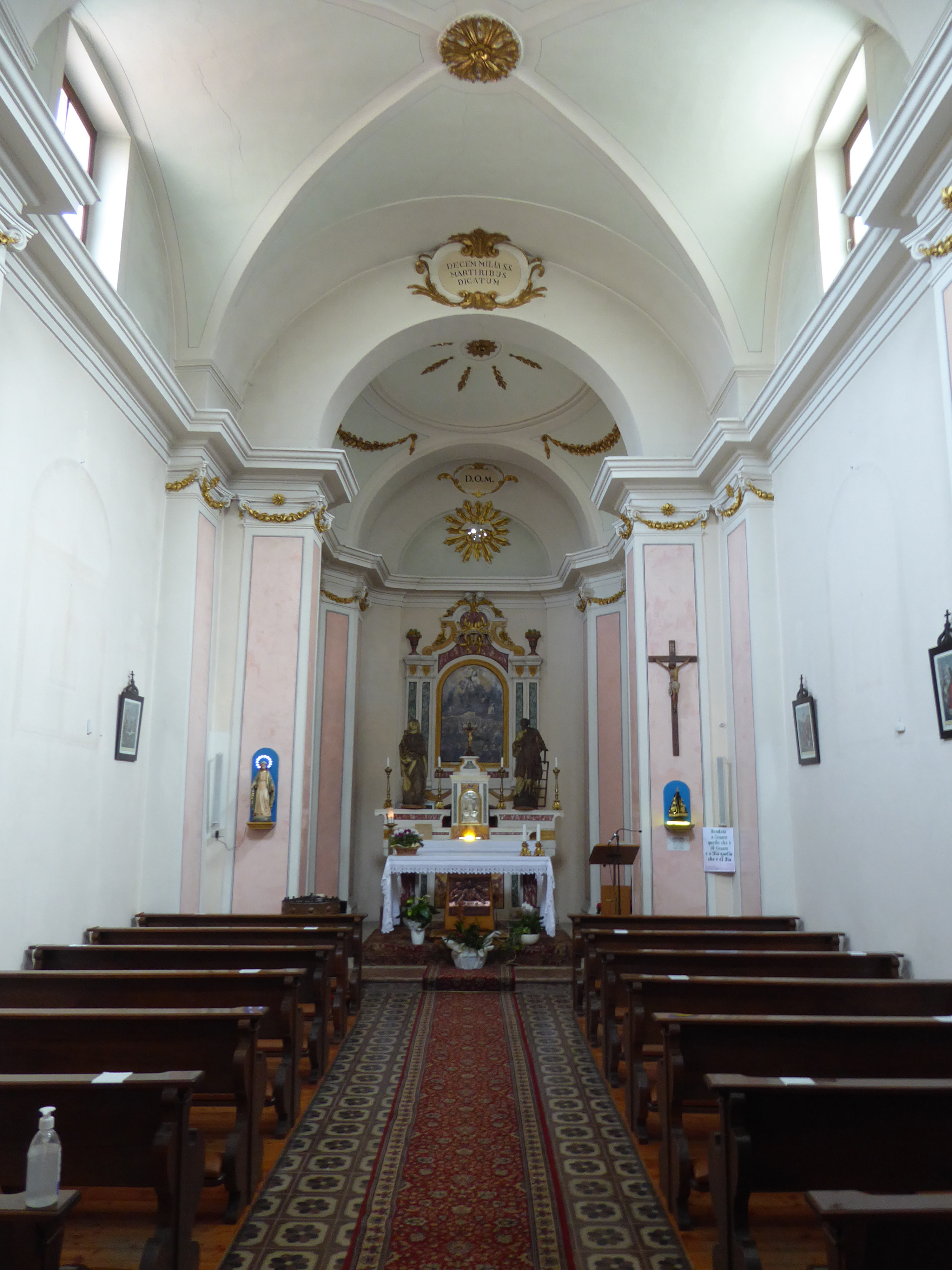
Interno

Il primo luogo di culto, nella località "le Pozze" di quello che era all'epoca il paese di Laguna, venne costruito nel 1575, a scioglimento di un voto fatto durante l'epidemia di peste di quell'anno; nei primi documenti è detto "cappella di San Rocco", per diventare poi "cappella di San Rocco e dei SS. Diecimila Martiri" e quindi soltanto "chiesa dei Santi Martiri". Nel 1810 la struttura risultava cadente, quindi venne demolita, riedificata in forme barocche tra il 1815 e il 1820 e quindi benedetta nel 1823; seguì nel 1863 l'aggiunta del piccolo campanile a vela.
Nel Novecento è stata restaurata tre volte (1925, 1958 e 1996) e nel frattempo, tra il 1965 e il 1975, è stato realizzato l'adeguamento liturgico, con l'aggiunta di un altare verso il popolo, di un leggio facente funzioni di ambone e di una sedie in legno come sede. Nel 2005 sono state sistemate le pareti laterali.

## Descrizione

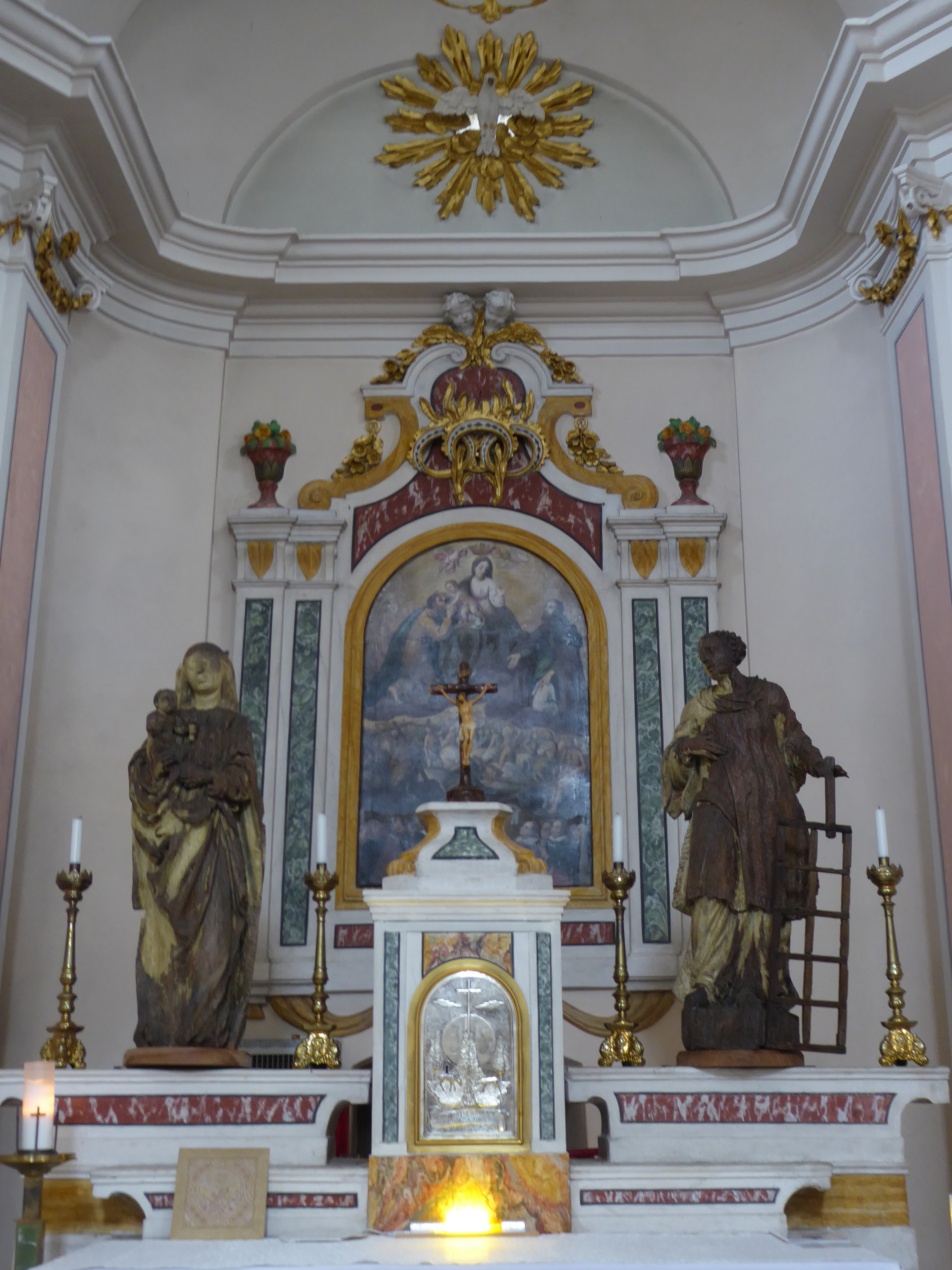
L'altare

### Esterno
La chiesa, regolarmente orientata verso est, si trova al centro dell'antico paese di Laguna, che forma oggi la parte più bassa dell'abitato di Cavedine. È realizzata in muratura di pietrame intonacata, con tetto a capanna fatto di coppi in laterizio. Il corpo principale è rettangolare, ad asse longitudinale, ed è percorso alla base da uno zoccolo in pietra; ad esso si appoggia il corpo del presbiterio, di altezza inferiore e con gli angoli posteriori smussati. 
La facciata è ritmata da quattro paraste tuscaniche che, intersecate da una fascia orizzontale, la suddividono in sei quadranti: in quello in basso al centro, spezzando lo zoccolo, si apre il portale d'accesso, con architrave recante la sigla MDCCCXX, sormontato da una lapide che ricorda per sommi capi la storia dell'edificio; nel quadrante il alto al centro si trova una finestra ad arco ribassato, e in quelli ai suoi lati sono ricavate due nicchie con arco a tutto sesto ospitanti le copie delle due statue dell'altare. La facciata termina in alto con un frontone triangolare contenente il quadrante dell'orologio, e sul colmo svetta il campanile a vela, anch'esso con tettuccio a due falde e recante la data 1863.

### Interno
L'interno consiste di un'unica navata rettangolare, pavimentata con mattonelle in cemento dai motivi floreali policromi, suddivisa in due campate da paraste con capitelli ionici, su cui poggiano arcate a tutto sesto: la voltatura delle due campate è volta a crociera, con le lunette laterali occupate da finestre rettangolari; un cornicione corre lungo tutto il perimetro dell'edificio. 
L'arco santo introduce al presbiterio, rialzato di alcuni gradini, pavimentato con seminato alla veneziana e con cupola a pennacchi; lo spazio è rettangolare, e si conclude con una stretta abside a semicerchio, voltata a botte e adibita a sagrestia. 
L'altare maggiore è un'opera ottocentesca in stucco dipinto a finto marmo, contenente una pala d'altare della prima metà del Seicento, restaurata nel 2003: essa raffigura la Madonna con Bambino incoronata da angeli e, ai suoi piedi, i santi Giuseppe, Rocco e Acacio, quest'ultimo alla testa dei soldati romani martirizzati; sullo sfondo appaiono folle di devoti e uno scorcio del paese di Cavedine, con le tre antiche chiese di Santo Stefano, San Lorenzo e Santa Maria Assunta. Sull'altare sono poste anche le due statue lignee in precedenza collocate in facciata, un san Lorenzo settecentesco e una Madonna con Bambino di epoca precedente; altre due statue stanno sulle mensole ai lati dell'arco santo: una Madonna Immacolata e una Madonna Aparecida (patrona del Brasile, offerta da un nipote di emigranti); nell'altare verso il popolo è inserita una targa bronzea con un particolare dell'Ultima Cena.
Sulle pareti della chiesa, oltre alle stazioni della via Crucis con calcografie di fine Settecento, danno mostra di sé altri quattro dipinti, tratte dalle suddette chiese di Santo Stefano e Santa Maria Assunta: Maria Santissima Assunta in Cielo fra una schiera d'angeli (inizio Seicento), Maria Incoronata da Angeli fra i Santi Evangelisti Luca e Marco (prima metà del Settecento), Gesù nell'orto dei Getsemani confortato dall'Angelo (prima metà del Seicento, l'unica proveniente dalla chiesa di Santo Stefano) e Madonna Addolorata coi Santi Maria Maddalena e Giuseppe d'Arimatea (o Giovanni Evangelista).
Nella parete a destra dell'ingresso una nicchia conserva un vecchio vomere d'aratro che venne adoperato al posto della campana, requisita allo scoppio della prima guerra mondiale, fino alla sua sostituzione nel 1925.